# Zdeňka Perglová
Zdeňka Perglová (* 30. ledna 1981) je česká politička a manažerka, od října 2018 do ledna 2022 členka předsednictva Zelených.

## Život
Vystudovala mezinárodní teritoriální studia na Fakultě sociálních věd Univerzity Karlovy v Praze (promovala v roce 2017 a získala titul Bc.).
Zdeňka Perglová žije v obci Velké Přílepy v okrese Praha-západ.[zdroj?]

## Politické působení
V říjnu 2018 se stala členkou předsednictva Zelených, v lednu 2020 post obhájila. V lednu 2022 post již neobhajovala.